# الصليب الأحمر في هونغ كونغ
الصليب الأحمر في هونغ كونغ (بالإنجليزية: Hong Kong Red Cross)‏ (بالصينية: 香港紅十字會) هي منظمة تتبع حركة الدولية للصليب الأحمر والهلال الأحمر الدولي. تأسست رسميا في 12 يوليو 1950.

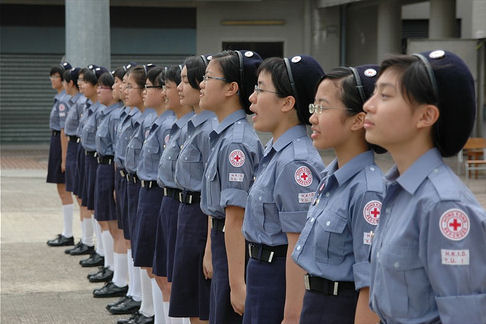
وحدت الشباب في الصليب الأحمر في هونغ كونغ

## وصلات خارجية
- الموقع الرسمي